# Петшуль, Иоганнес
Иоганнес Петшуль (нем. Johannes Petschull; 8 мая 1901, Диц — 9 января 2001, Кёнигштайн) — немецкий музыкальный издатель.
В 1918—1920 гг. обучался фармацевтике, затем поступил в Гиссенский университет, где изучал музыковедение, философию и политологию; в 1923 г. защитил диссертацию «Социальное положение германских учителей музыки». Занимался также фортепиано в Консерватории Хоха. С 1927 г. работал в музыкальном издательстве Шотта в Майнце.
В 1939 г., после того как лейпцигское музыкальное издательство Edition Peters было конфисковано нацистским режимом у владельца-еврея Генри Хинрихсена, Петшуль был приглашён возглавить его работу (при участии предпринимателя Курта Хермана). В годы Второй мировой войны Петшулю удалось сохранить и расширить деятельность издательства, в том числе за счёт приобретения издательских активов других фирм, конфискуемых у еврейских собственников (в частности, венского издательства Universal Edition). По окончании войны сын погибшего в Освенциме Хинрихсена Макс Хинрихсен, вступив в права владения издательством, сохранил Петшуля у руководства. По мере установления социалистического строя в Восточной Германии Хинрихсен и Петшуль начали работу по переводу издательства в Западную Германию, в ходе которой в 1948 г. Петшуль был арестован по обвинению в незаконном вывозе музыкальных товаров, однако после двух лет заключения неожиданно освобождён. В 1950 г. он выехал во Франкфурт-на-Майне и стал одним из руководителей воссозданного там музыкального издательства Peters, в котором и продолжал работать на протяжении десятилетий.